# Joel Rifkin
Joel David Rifkin (20 de janeiro de 1959) é um assassino em série americano condenado pelos assassinatos de 9 mulheres (apesar de se achar que matou cerca de 17), a maior parte eram prostitutas usuárias de drogas, entre 1989 e 1993 na cidade de Nova York. Para além disso, era ainda suspeito de ser responsável por alguns dos assassinados das prostitutas em Long Island, cujos restos foram encontrados em março e abril de 2011, e faltavam-lhe 4 vítimas encontradas. Em abril de 2011, uma entrevista da prisão com Newsday, Rifkin recusou estar relacionado com os restos encontrados. Especialistas e os advogados das vítimas, contudo, acreditavam que as últimas declarações de Rifkin não tinham valor. Apesar de Rifkin contratar prostitutas frequentemente em Brooklyn e Manhattan, ele vivia em East Meadow, uma cidade suburbana de Long Island.

## Infância e juventude
A mãe biológica de Rifkin era uma estudante de 20 anos, e o seu pai biológico era um estudante de 24 anos e um veterano do exército. Foi adotado por Benjamin Rifkin, que tinha uma descendência judiaca russa, e a sua esposa, Jeanne (Granelles), com descendência espanhola, que se converteu ao judaísmo quando casou. A família Rifkin não tinha uma afiliação a uma sinagoga e Joel considerou-se um agnóstico, nunca tendo um bar mitzvah. Os Rifkin adotaram Joel em 14 de fevereiro de 1959, quando tinha 3 anos. O casal adotou outra rapariga, alguns anos mais tarde.
Enquanto jovem, foi membro dos Escuteiros Cub. Em 1965, a família foi morar para East Meadow, Nova York, onde Rifkin passou a maior parte dos anos. Uma criança tímida, estranha, era alvo de bullying. Participou em aulas religiosas na Escola Sholem Aleichem Folk. Enquanto estava na escola, aprendeu um pouco da língua judia (Yiddish). TInha um QI de 128, mas teve problemas na escola, devido a dislexia. Em East Meadow, juntou-se a uma equipa de corridas, como um competidor de longa distância.
Depois de terminar a escola na East Meadow High School, Rifkin, que tinha interesse em horticultura e fotojornalismo, fez várias tentativas para entrar na faculdade comunitária e frequentou a Universidade Estatal de Nova York, em Brockport, onde se licenciou em ciências políticas. Enquanto na universidade, trabalhou enquanto fotógrafo no jornal da escola, The Stylus. Também frequentou aulas na Universidade Comunitária de Nassau, onde apenas completou um curso. Durante o seu ano de caloiro, foi preso por roubo numa loja, onde roubou uma garrafa de molho de soja Kikkoman, no qual suplicou que apenas fosse considerada como conduta desordeira e do qual pagou $15 de multa. Enquanto estava na universidade, escreveu uma autobiografia, The Frosh, onde retratava os sentimentos e aventuras de um caloiro na universidade que era semelhante à sua experiência.
Trabalhou enquanto mercador em vários mercados, escriturário no departamento de lojas de Times Square, um reparador de câmaras na Olympus Corporation, um escriturário e piquete numa florista e um gerente de filmes na Record World em Nova York. Umas das suas clientes para trabalhos de paisagismo em Roslyn Harbor era Sophia Casey, a viúva de William Casey, antigo chefe da CIA, sob a presidência de Ronald Reagan. Rifkin começou a mostrar um profundo interesse na horticultura e, com a ajuda de Owen Smith, o presidente de Arboretum e o genro de William Casey, começou um estágio na Planting Fields Arboretum State Historic Park em Oyster Bay. No parque, Joel foi escolhido como paisagista dos pinheiros em miniatura na conífera Dwarf. À altura da sua prisão, trabalhava como hortoculturista temporário para a Dunhill Temporary Services e também era paisagista freelance durante 4 anos, considerando-se um hortoculturista.

## Assassinatos
Rifkin cometeu o seu primeiro assassinato em 1989, matando uma mulher na sua casa em East Meadow, Nassau County, Long Island, Nova York, e depois desmembrando os seu corpo (removendo os seus dentes e impressões digitais, pondo a sua cabeça numa lata de tinta e deixando depois a lata de tinta no bosque no sul do campo de golfe de Nova Jérsia, e as suas pernas no norte de Nova Jérsia e largando o tronco e braços no East River próximo de Nova York).
A polícia finalmente apanhou Rifkin em 28 de junho de 1993, quando polícias em patrulha detetaram-no a conduzir a sua carrinha sem matrícula válida em Southern State Parkway. Uma perseguição a alta velocidade terminou em Mineola, Nova York, quando embateu contra um poste em frente ao tribunal onde acabou por ser o julgamento. A polícia reparou num forte odor vindo da parte de trás da carrinha. Vinha do cadável de uma prostituta e bailarina Tiffany Bresciani, com 22 anos, a namorada de Dave Rubinstein (também conhecido como Dave Insurgent, um membro de uma banda de punk dos anos 80 chamada Reagan Youth), a última vítima de Rifkin. Rifkin tinha apanhado Bresciani na sua carrinha Mazda em 24 de junho de 1993, que estava a trabalhar na Rua Allen.
Durante o seu julgamento, Rifkin foi representado pelo advogado John Lawrence de Mineola. Rifkin foi dado como culpado de 9 assassinatos em segundo grau em 1994 e sentenciado a 203 anos de prisão. A sua primeira possível liberdade condicional seria em 26 de fevereiro de 2197.

## Vida na prisão
No início de 1994, foi reportado que Rifkin estava envolvido numa briga de prisão com o assassino Colin Ferguson. A confusão começou quando Ferguson disse a Rifkin para estar calado enquanto ele falava ao telefone. O New York Daily News noticiou que a luta começou depois de Ferguson ter dito a Rifkin: "Eu matei 6 demônios e você matou apenas mulheres" ao qual Rifkin respondeu "Sim, mas eu tenho mais vítimas". Ferguson depois deu um soco em Rifkin.
Os oficiais da prisão decidiram, em 1996, que Rifkin era tão notório que a sua presença junto dos presos poderia ser disruptivo. Foi colocado numa solitária em Attica Correctional Facility durante 23 horas por dia. Passou mais de 4 anos na solitária antes de ser transferido para Clinton Correctional Facility em Clinton County. Em 2000, um tribunal determinou que os oficiais da prisão não tinham violado os direitos constitucionais de Rifkin, ao colocá-lo em isolamento. A ação judicial de Rifkin custou $50000 por cada dos 1540 dias que passou na solitária (num total de $77 milhões). Se recebesse algum dinheiro, seria enviado à família das vítimas.
Em 2010, Rifkin foi entrevistado pela ABC, pelo jornalista Martin Bashir como parte da mini série da Nightline "Segredos da sua mente". Durante o episódio, Rifkin submeteu-se a um eletroencefalograma para determinar se uma anormal química no seu cérebro poderia ter feito com que estivesse pré disposto a cometer crimes.

## Cultura Popular
- Rifkin foi mencionado no episódio de Criminal Minds "Charm and Harm" (120) como um exemplo de um criminoso que usou o facto de ser um fotógrafo amador;
- No episódio "The Masseuse" da quinta temporada de Seinfeld, saído em 18 de novembro de 1993, Elaine sai com um homem que, por coincidência, partilha o apelido de Joel Rifkin e tenta convencê-lo a mudá-lo para evitar publicidade negativa pelo julgamento.